# Biosphärenreservat Schorfheide-Chorin

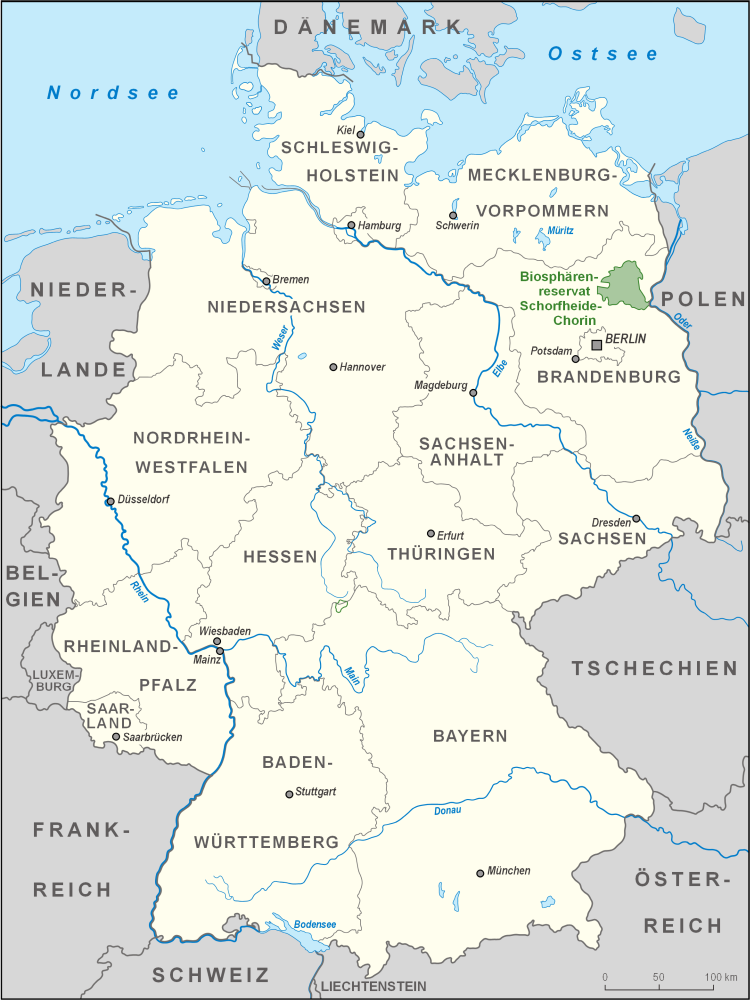
Lage des Biosphärenreservats Schorfheide-Chorin

Ausdehnung und Lage des Biosphärenreservats Schorfheide-Chorin

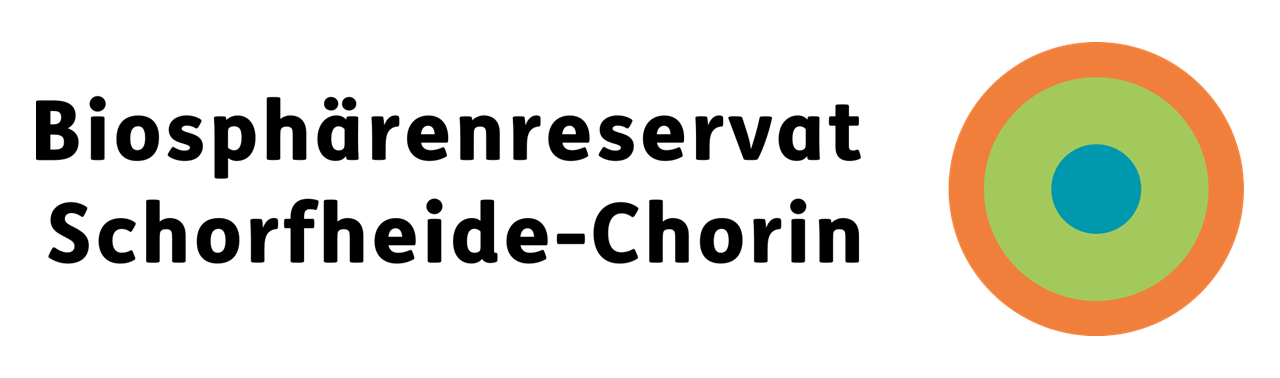
Logo Biosphärenreservat Schorfheide-Chorin

Das UNESCO-Biosphärenreservat Schorfheide-Chorin liegt ca. 60 km nordöstlich von Berlin. Das Großschutzgebiet wurde als Teil des Nationalparkprogramms der DDR am 12. September 1990 gegründet. Das Biosphärenreservat ist eine von weltweit 701 UNESCO-Modellregionen (Stand Januar 2020), in denen, gemäß dem UNESCO-Programm „Der Mensch und die Biosphäre“ (MAB), das Leben und Wirken des Menschen mit der Natur dazu beitragen soll, die gewachsene Kulturlandschaft zu schützen und nachhaltig weiterzuentwickeln.
UNESCO Biosphärenreservate sind Regionen mit dem Ziel, neue Modelle ökologisch und sozial nachhaltiger Landnutzungen zu entwickeln, zu erproben und wissenschaftlich zu begleiten. Das bedeutet, dass die Wirtschaft im Biosphärenreservat so weiterentwickelt werden soll, dass ein Ausgleich zwischen den Bedürfnissen des Menschen und der Natur hergestellt werden kann und Ressourcen schonend und nachhaltig genutzt werden.
Im weltweiten Netzwerk der UNESCO-Biosphärenreservate repräsentiert Schorfheide-Chorin die südbaltische Jungmoränenlandschaft in ihrer Vielfalt. Neben Kiefernforsten und urwüchsigen Buchenwäldern findet man in der eiszeitlich geprägten Landschaft Moore, Klarwasserseen und Hügel mit Steppenvegetation. Die dünn besiedelten Dörfer (22 Einwohner/km² im gesamten Biosphärenreservat) haben noch immer historische Pflasterstraßen, alte Alleen, Feldsteinmauerwerk und Bauerngärten. Das im 13. Jahrhundert erbaute Zisterzienserkloster Chorin symbolisiert mit seiner Backstein-Gotik die reichhaltige Kulturgeschichte des Raumes. In der hügeligen Agrarlandschaft, besonders im Norden und Osten des Reservats, ist die größte Ökolandbau-Region Deutschlands entstanden.

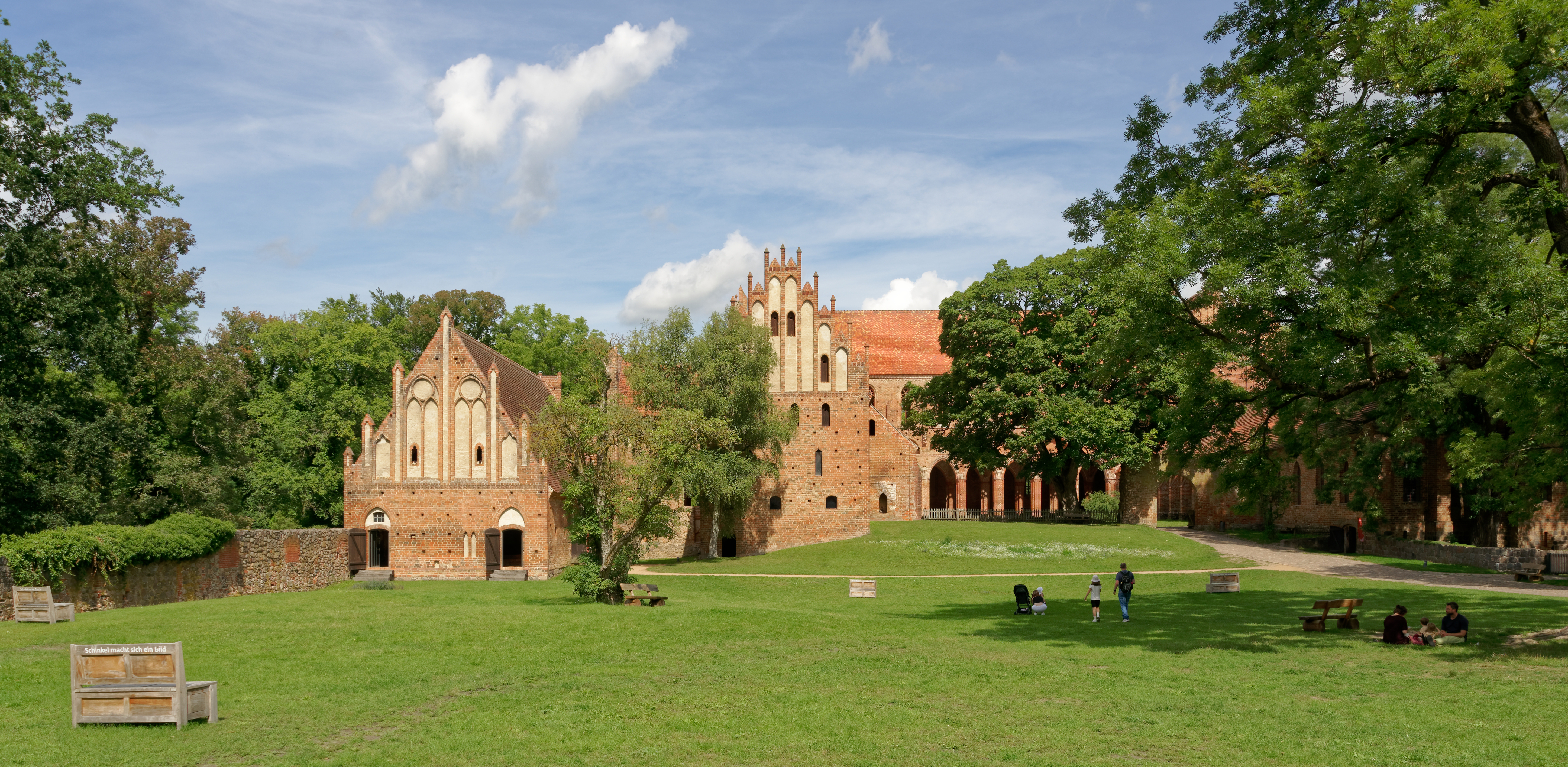
Zisterzienserkloster Chorin

Ein Teil des Naturschutzgebietes Grumsiner Forst/Redernswalde, der Buchenwald Grumsin, ist als Teilstätte des UNESCO-Weltnaturerbes „Alte Buchenwälder und Buchenurwälder der Karpaten und anderer Regionen Europas“ ausgezeichnet (Anerkennung durch die UNESCO im Jahr 2011).

## Landschaftsentstehung und Landschaftsbild
Die Oberflächengestalt des Biosphärenreservats ist wesentlich gekennzeichnet durch bewaldete Endmoränenbögen, die sich von Nordwesten nach Südosten durch das ganze Biosphärenreservat ziehen und bis zu 100 m über die umgebende Landschaft erheben (höchster Punkt: Blocksberg im Grumsin, 139 m ü. NN). Neben ausgedehnten Buchenwäldern prägen zahlreiche Waldmoore, Erlenbrüche und Kleinseen das Landschaftsbild. Im Nordosten des Biosphärenreservats befinden sich hügelige, gewässerreiche, überwiegend landwirtschaftlich genutzte Grundmoränen. Südwestlich der Endmoränen fächern sich Sander-Ebenen auf, die größte davon ist die Schorfheide westlich des Werbellinsees. Sie sind heute noch überwiegend von Kiefernforsten geprägt. Im Süden begrenzen das Eberswalder Urstromtal sowie das an seiner tiefsten Stelle nur 0,5 m über dem Meeresspiegel gelegene Niederoderbruch das Biosphärenreservat.
Charakteristische Elemente des Biosphärenreservates sind die 240 sehr verschiedenartigen Seen, die Gletscherzungenbeckenseen (z. B. Parsteinsee), tiefe Rinnenseen (z. B. Werbellinsee) und Flachseen bis hin zu seenartig erweiterten Altarmen der Oder (Oderberger See). Hinzu kommen Tausende von Kleingewässern, die meist aus Toteisblöcken hervorgegangen sind. Erst vor kurzem wurde entdeckt, dass einige langgestreckte Seen wie die Pinnowseen erst nach dem Rückzug der Eiszeitgletscher entstanden, indem sich das darunterliegende Zechstein-Salinar ausdehnte und oberflächige Risse verursachte. Die Täler der wenigen Fließgewässer sind meist stark vermoort (Bollwinfließ, Sernitz, Welse u. a.). In den Moränengebieten finden sich auch steile, oft mit Steppenrasen bewachsene eiszeitliche Hügel (Kames), Blockpackungen sowie unzählige Feldsteine bis große Findlinge, die die Gletscher aus Skandinavien hierher brachten. Wegen der idealtypischen Ausprägung dieser eiszeitlichen Formationen in vollständiger Abfolge („glaziale Serie“) sind weite Bereiche des Biosphärenreservats Teil des Geoparks Eiszeitland am Oderrand.

## Lage, Größe, Zonierung

### Überblick
Das Biosphärenreservat Schorfheide-Chorin liegt im Nordosten Brandenburgs und erstreckt sich über Teile der Landkreise Uckermark, Barnim, Märkisch-Oderland und Oberhavel. Insgesamt umfasst das Biosphärenreservat eine Fläche von 129.160 ha. Die Flächennutzung ist gegliedert in:
- Wald: 48 %
- Ackerland: 29 %
- Grünland: 10 %
- Seen: 7 %
- Moore: 4 %
- Siedlungen, Verkehr und sonstiges: 2 %[4]

### Zonierung

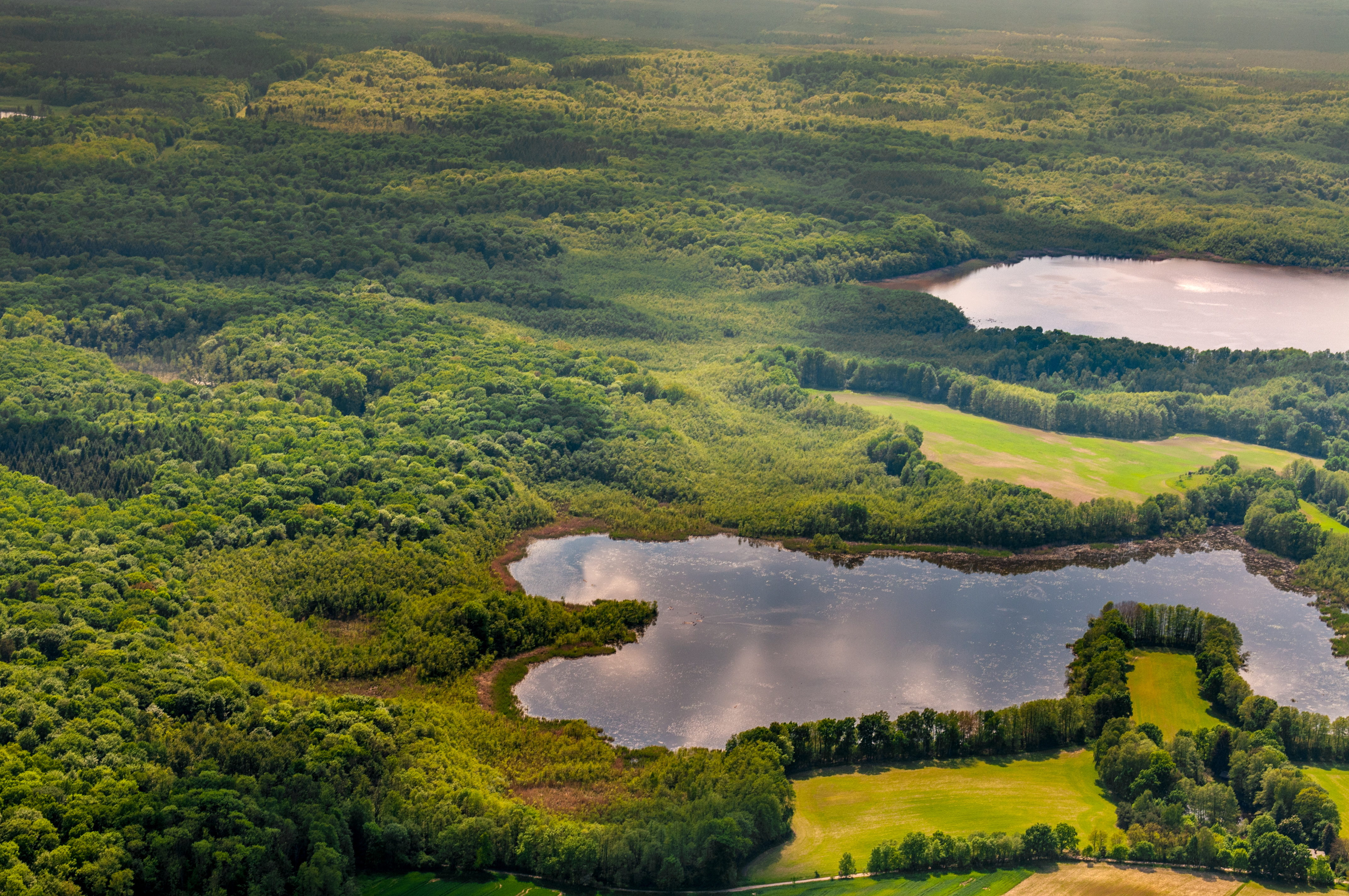
Totalreservat Plagefenn

Das Biosphärenreservat wird in die Schutzzonen I bis IV gegliedert:
1. Schutzzone I (Kernzone) wird als Naturschutzgebiet von zentraler Bedeutung ohne wirtschaftliche Nutzung ausgewiesen.
2. Zur Schutzzone II gehören alle nicht zur Schutzzone I gehörenden ausgewiesenen Naturschutzgebiete.
3. Die Schutzzone III (Zone der wirtschaftlich genutzten harmonischen Kulturlandschaft) wird als Landschaftsschutzgebiet ausgewiesen.
4. Zur Schutzzone IV gehören die devastierten Flächen der Britzer Platte sowie der westlichen Schorfheide; sie werden als Landschaftsschutzgebiet ausgewiesen.

Die Naturschutzgebiete der Kernzone (Schutzzone I) haben eine Gesamtfläche von 3.901 ha (3 % der Gesamtfläche des Biosphärenreservats). Die Naturschutzgebiete der Pflegezone (Schutzzone II) haben mit 24.426 ha einen Anteil von 18,9 % an der Gesamtfläche des Biosphärenreservats. Die restlichen 87,1 % des Biosphärenreservats wurden mit 100.834 ha als Landschaftsschutzgebiet und Entwicklungszone (Schutzzone III) ausgewiesen.

### Europäische Schutzgebiete
Im Biosphärenreservat Schorfheide-Chorin liegen zahlreiche Gebiete, welche sich in das europäische Netz Natura 2000 einbinden. Natura-2000-Gebiete sind EU-weit ausgewiesene Schutzgebiete mit dem Ziel, gefährdete sowie typische Arten und Lebensräume zu erhalten. Darunter fallen zum einen Schutzgebiete der Vogelschutzrichtlinie (Richtlinie 2009/147/EG) und zum anderen Schutzgebiete der Richtlinie 92/43/EWG (Fauna-Flora-Habitat-Richtlinie).
Anteil Natura-2000-Gebiete am Biosphärenreservat Schorfheide-Chorin:
- insgesamt: 60 % (76.729 ha)
- Anteil FFH-Gebiete: 38 % (49.107 ha)
- Anteil EU-Vogelschutzgebiete: 49 % (63.033 ha)

Das Vogelschutzgebiet (=SPA / Special Protection Area) Schorfheide-Chorin hat z. B. einen besonderen Schutzauftrag für 34 Brutvogelarten. Für acht Arten handelt es sich um das wichtigste Brutgebiet in Brandenburg und für sieben Arten um das zweitwichtigste Brutgebiet.

## Ökologie und Landnutzung

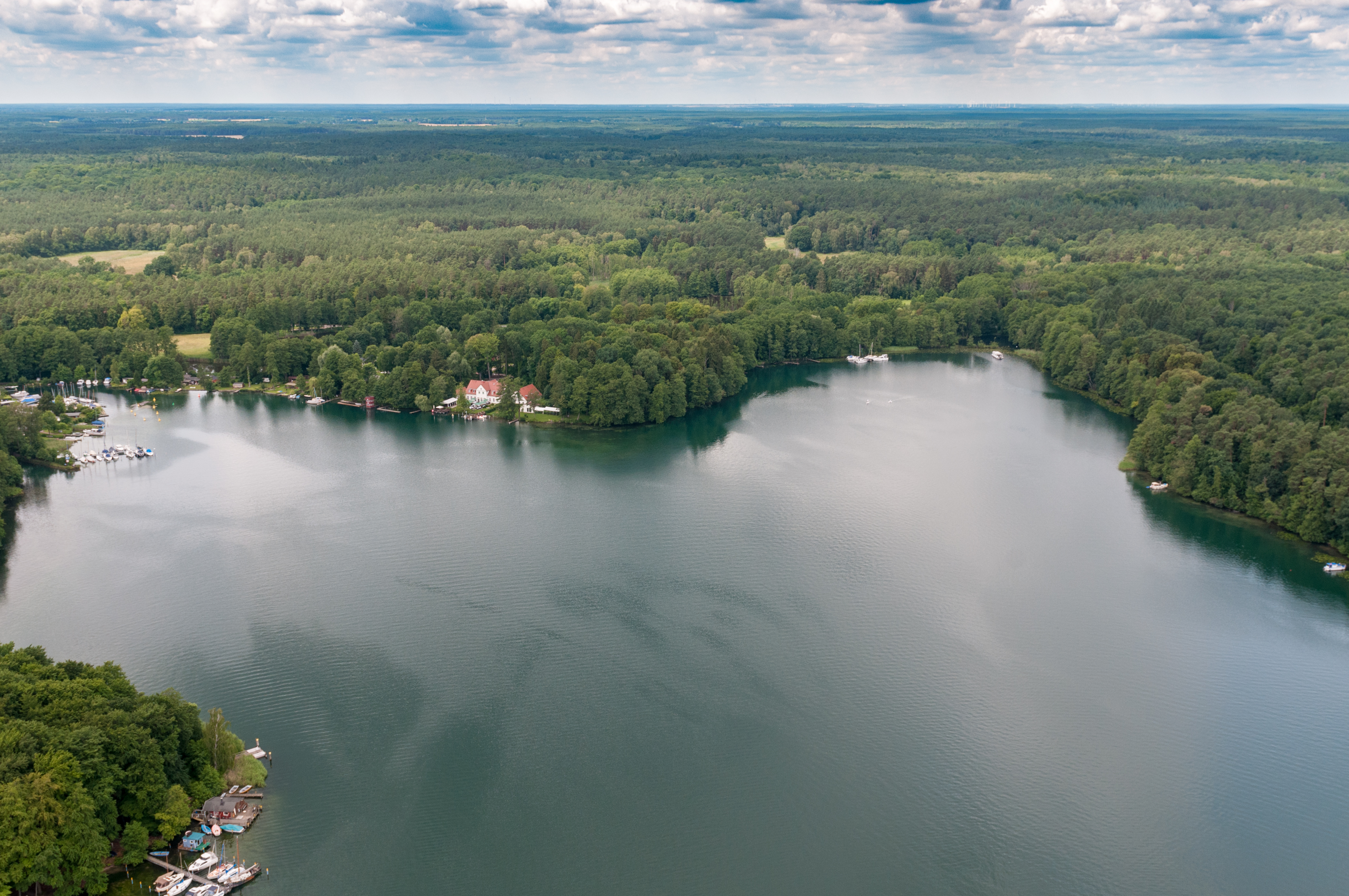
Das ausgedehntes Waldgebiet der Schorfheide.

### Wälder und Forstwirtschaft
Zwei große Waldformationen repräsentieren das Reservat: Naturnahe Buchenwälder mit darin gelegenen Mooren, Erlenbrüchen und Seen, vor allem auf den Endmoränenzügen, sowie ausgedehnte Kiefernforste mit darin gelegenen Hutewaldresten (Alteichen) vorwiegend auf den Sandern. Die Biodiversität der Wälder im Gebiet ist immens. So kommen in den Kernzonen sogenannte Urwaldreliktarten der Käfer vor, darunter die FFH-Arten Eremit und Veilchenblauer Wurzelhalsschnellkäfer. Mindestens zwei bisher unbekannte Pilzarten wurden hier gefunden. Im Buchenwald Grumsin wurden bisher unbekannte Trauermückenarten entdeckt und neu beschrieben. Der Körnerbock – ein Großkäfer, der mächtige Buchenruinen besiedelt – hat sein einziges Vorkommen in der Nordhälfte Deutschlands in der Schorfheide. Unter den Waldvögeln sind große Vorkommen von Mittelspecht und Zwergschnäpper charakteristisch. Darüber hinaus bieten die stillen Wälder Brutreviere für 10–12 Schwarzstorch- und 6–8 Schreiadlerpaare. Mit etwa 550 Kranich-Brutpaaren hat das Biosphärenreservat Schorfheide-Chorin einer der größten Siedlungsdichten weltweit. Davon brütet ein großer Teil in Erlenbrüchen innerhalb der Waldkomplexe.

Im Rahmen zweier Forschungs- und Entwicklungsvorhaben zur Integration von Naturschutzzielen in die Buchenwaldbewirtschaftung wurde die herausragende Bedeutung langfristig unbewirtschafteter Wälder dokumentiert, welche im Biosphärenreservat teilweise seit über 100 Jahren der natürlichen Entwicklung überlassen werden. Die Untersuchungen bildeten auch Anlass und Grundlage für die Nominierung des Buchenwaldes Grumsin als Teilstätte des UNESCO-Weltnaturerbes „Alte Buchenwälder und Buchenurwälder der Karpaten und anderer Regionen Europas“ (Anerkennung durch die UNESCO im Jahr 2011). Der Buchenwald Grumsin ist die einzige Weltnaturerbestätte in Brandenburg.

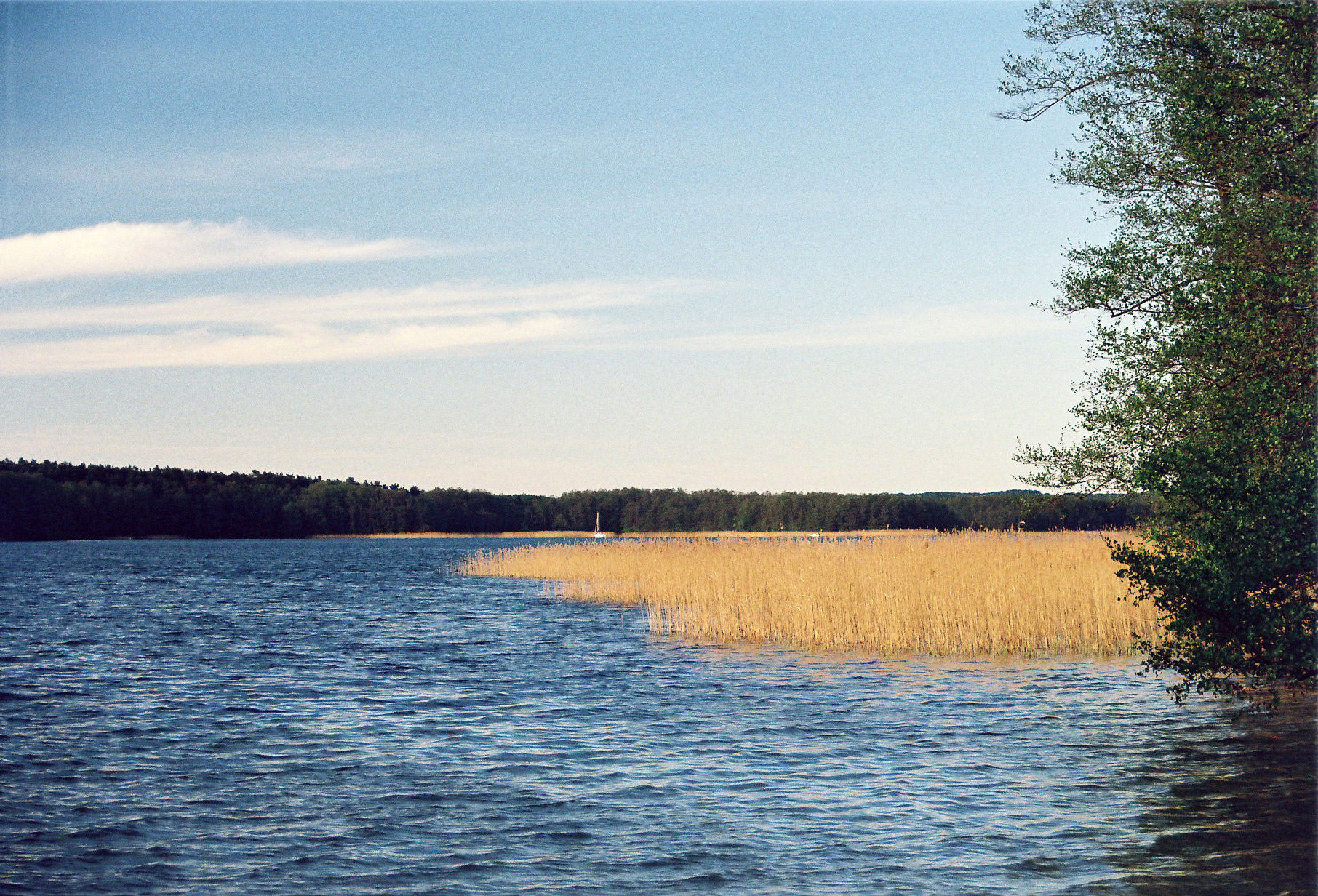
Der Werbellinsee ist der zweitgrößte See im Biosphärenreservat.

### Seen und Fischerei
Von den 240 Seen (>1 ha Größe) im Biosphärenreservat sind einige weithin bekannt. Typisch sind kalkreiche, mesotrophe Klarwasserseen wie der Parstein- und Werbellinsee, Oberuckersee, Großer Dölln- und Wuckersee. Am Grund des gut 1000 ha großen Parsteinsee dehnt sich ein komplexer Bestand aus Unterwasserpflanzen mit bis zu 12 Armleuchteralgenarten (Caraceen) auf über 500 ha Fläche aus. In den zahlreichen Stillgewässern des Parsteiner See-Beckens insgesamt sind 22 der 36 Characeen-Arten Deutschlands zu finden. Große Bedeutung haben die Seen auch als Lebensraum seltener Libellen, darunter viele FFH-Anhang II -Arten, für Fischotter, Rohrdommel und Trauerseeschwalbe (12–15 % des deutschen Bestandes) sowie als Nahrungsquelle für ca. 20 Seeadler- und 25 Fischadlerpaare. Ein EU-LIFE-Projekt widmete sich im Zeitraum 1999–2003 speziell der Rohrdommel und der Verbesserung und Wiederherstellung von Röhricht-Lebensräumen. Ein Erprobungs- und Entwicklungsvorhaben des Bundesamts für Naturschutz (BfN) befasst sich aktuell mit den Eigenarten der Characeen-Seen in den Naturparks Uckermärkische und Feldberger Seen, Stechlin-Ruppiner Land und im Biosphärenreservat. Im Zusammenhang damit werden gezielt Maßnahmen erprobt, die negative Entwicklung des Erhaltungszustandes vieler Seen zu verstehen und wenn möglich umzukehren. Von zentraler Bedeutung ist die möglichst enge Kooperation mit den Fischereibetrieben, die mit der fischereilichen Bewirtschaftung (Besatz, Entnahme, Angeln) starken Einfluss auf die Seen ausüben.

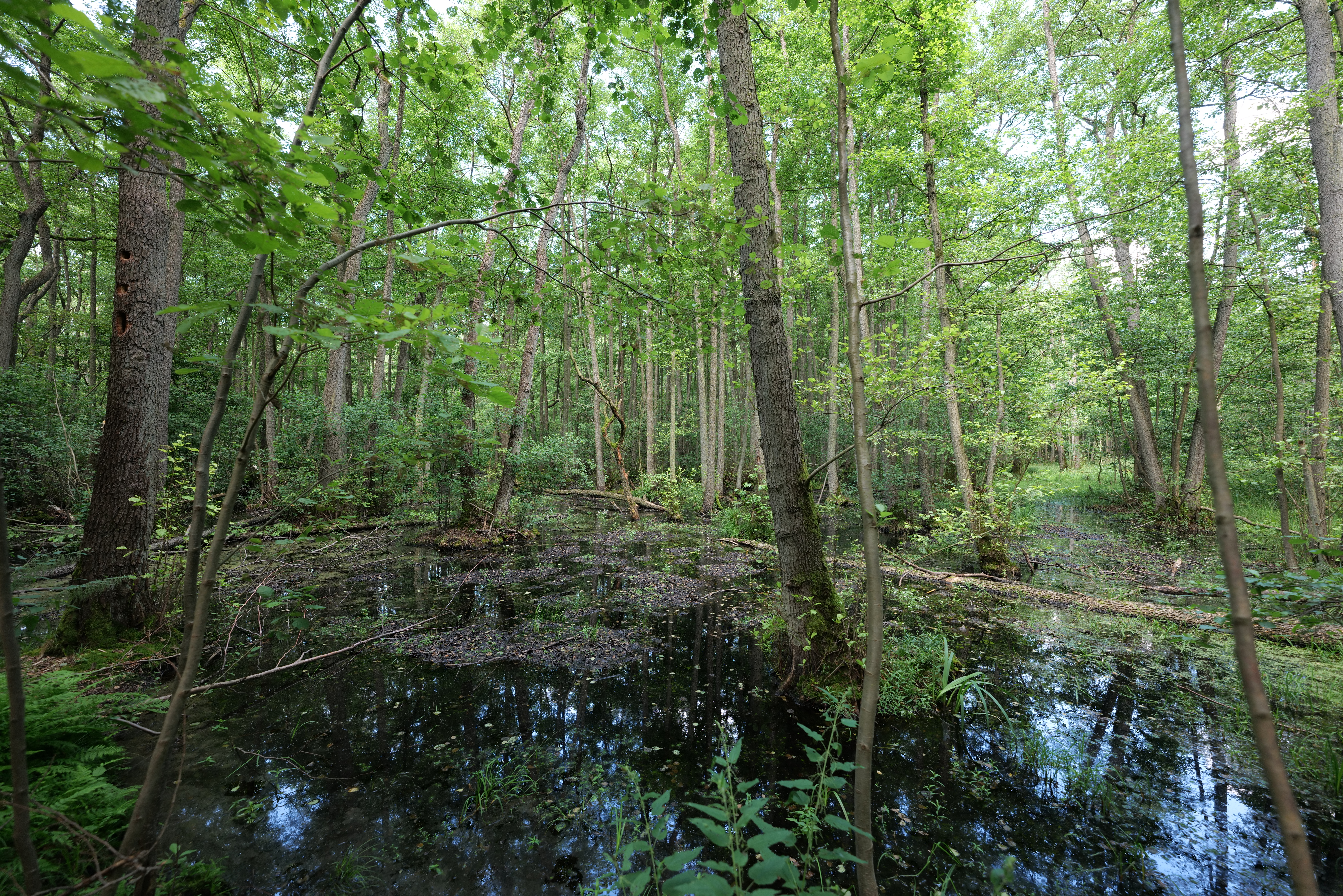
Das Plagefenn ist ein besonders vielseitiges Moor und das älteste Naturschutzgebiet Preußens.

### Moore
Etwa 14.000 ha intakter und entwässerter Moore befinden sich im Biosphärenreservat Schorfheide-Chorin. Dazu zählen Tausende von Kleinmooren sowohl innerhalb der Waldkomplexe als auch in der Offenlandschaft, in bedeutender Ausdehnung im Schwankungsbereich der Wasserspiegel der Seen, oder in grundwasserbeeinflussten Talräumen. Die größten Moore sind das Sernitzmoor/Welsebruch mit über 1000 ha, das Untere Finowtal/Niederoderbruch mit über 2000 ha sowie das Bollwintal. Während sich im Jahr 1990 insgesamt etwa 4.000 ha in einem weitgehend natürlichen Zustand befanden, war und ist die Revitalisierung (teil-)entwässerter Moore aus Gründen des Biodiversitäts- und Klimaschutzes und zur Verbesserung der Wasserspeicherfähigkeit der Landschaft ein Arbeitsschwerpunkt des Biosphärenreservats. Fortschritte wurden dabei im Rahmen von EU-LIFE-Projekten und unter Nutzung der vom Land Brandenburg geförderten Maßnahmen zur Verbesserung des Landschaftswasserhaushaltes in Kooperation mit regional tätigen Wasser- und Bodenverbänden realisiert: Bei den landesweiten Projekten „Kalkmoore“ und „Binnensalzstellen“ befanden sich jeweils mehrere Teilgebiete im Reservat, u. a. das Bollwintal. Das Sernitzmoor war Gegenstand des EU-LIFE-Projektes „Schreiadler Schorfheide“. Insgesamt wurden seit 1990 im Biosphärenreservat Schorfheide-Chorin etwa 4.000 ha Moorfläche revitalisiert und (teil-)wiedervernässt.
Neben den überwiegenden Niedermooren gibt es auch seltene nährstoffarme Waldmoore mit Decken aus Torfmoos und Sumpfporst sowie in der Poratzer Moränenlandschaft auch nährstoffarmsaure Moore mit Schwingmoordecken, auf welchen z. B. der Rundblättrige Sonnentau wächst. Sie bieten einigen extrem seltenen Insektenarten speziellen Lebensraum, z. B. der Zwerglibelle und dem Moorflohkäfer. Bemerkenswert sind außerdem lokal große Bestände einiger Orchideenarten. Typische Vogelarten der Moore sind Kranich, Waldwasserläufer und Bekassine.

## Ziele und Konzepte

### Ökologische Landwirtschaft
In der Biosphärenreservats-Verordnung ist festgehalten, dass die Landwirtschaft „schrittweise als ökologischer Landbau zu entwickeln“ ist (§ 5 Abs. 1 Nr. 3). Inzwischen werden 62 % der Landwirtschaftsfläche ohne Pestizide und Mineraldünger bewirtschaftet. Damit ist das Biosphärenreservat Schorfheide-Chorin derzeit die größte Ökolandbau-Region Deutschlands (Stand 2022). Damit verbunden war auch der Aufbau regionaler Verarbeitungs- und Vermarktungsstrukturen und die Entwicklung von Betrieben mit neuen Produktions- bzw. Produktbereiche u. a. mit Feldbau, Tierhaltung, Gemüsebau, hofeigener Meierei, Hofläden und Direktvermarktung über Abokisten.
Der moderne, technisierte Großflächen-Ökolandbau auf den Flächenstrukturen der kollektivierten DDR-Landwirtschaft hat zu einer völlig neuen Form der Landbewirtschaftung und Landschaft geführt. Diese Entwicklung wurde fast von Beginn an wissenschaftlich begleitet. Während das BMBF-DBU-Forschungsverbundprojekt „Naturschutz in der landwirtschaftlich genutzten Kulturlandschaft am Beispiel des Biosphärenreservats Schorfheide-Chorin“ im Zeitraum 1993–1999 die wissenschaftlichen Grundlagen sowohl im konventionellen wie auch Ökolandbau-Komplex schuf, widmeten sich zwei Erprobungs- und Entwicklungsvorhaben in Brodowin im Zeitraum 1999–2008 speziell den Zielkonflikten zwischen modernem großflächigen Ökolandbau und Naturschutz. Ein wichtiges Ergebnis ist ein „Praxishandbuch Naturschutz im Ökolandbau“ sowie der neue methodische Ansatz der betriebsbezogenen Naturschutz-Fachpläne, der auf mehr als 15 großen Landwirtschaftsbetrieben im Biosphärenreservat angewendet wurde.
Ein Arbeitsschwerpunkt der Verwaltung sind Konzepte zur Wiederherstellung, Schutz und Pflege von Biodiversitätshotspots für die das Biosphärenreservat insbesondere in FFH-Gebieten Verantwortung trägt, z. B. Kleingewässer und Trockenrasen. Diese Konzepte werden durch wissenschaftliche Begleituntersuchungen geprüft und angepasst. Kleingewässer, welche z. B. in der Agrarlandschaft liegen, müssen vor Nährstoffeintrag, Verfüllung, Oberbodeneintrag oder Drainage geschützt werden, denn sie beherbergen große Bestände an gefährdeten Amphibienarten wie Rotbauchunke, Europäischer Laubfrosch und Nördlicher Kammmolch sowie letzte Reproduktionsgebiete der in Deutschland vom Aussterben bedrohten Europäischen Sumpfschildkröte. Nicht weniger bedeutend ist die Steppenrasenflora, die bis zu > 50 Gefäßpflanzenarten auf 4 m² beheimaten kann sowie eine ebenso reiche und gefährdete Fauna von u. a. Tagfaltern, Widderchen, Stechimmen. Diese gilt es durch geeignete Pflege-Bewirtschaftung zu erhalten.
Was die Ökolandbau-Agrarlandschaften des Gebietes heute auszeichnet, sind große Bestände typischer Feldvogelbestände, z. B. von Feldlerche, Heidelerche, Grauammer, Neuntöter, Wachtel und Braunkehlchen sowie das flächige Vorkommen von in der deutschen Normallandschaft weitgehend verschwundener Segetalflora. Dazu gehören Lämmersalat (Arnoseris minima)-Fluren sowie Feldrittersporn und von Besonderheiten wie z. B. Acker-Schwarzkümmel (Nigella arvensis), Kleiner Wolfsmilch (Euphorbia exugia) und lokal Sommer-Adonisröschen (Adonis aestivalis), Gelber Günsel (Ajuga chamaepytis) oder Glanzloser Ehrenpreis (Veronica opaca).
Trotz des hohen Anteils des ökologischen Landbaus, bestehen im Biosphärenreservat weiterhin fast 19.000 ha intensiv genutzter Agrarlandschaft mit großen Schlägen, stark verengter Fruchtfolge sowie Monokulturen.

### Waldbewirtschaftung
69 % der Wälder im Biosphärenreservat sind Landeswald, weitere 11 % Kommunalwald, Bundesforst oder im Besitz von Stiftungen. 20 % der Waldflächen im Biosphärenreservat sind Privatwald. Diese Besitzstruktur sowie ein Ministerialerlass, der Biosphärenreservats- und Forstverwaltung zum gegenseitigen Einvernehmen über die Pflege- und Entwicklungsplanung und die Forsteinrichtung verpflichtet, stellen eine besondere Möglichkeit dar, die forstliche Bewirtschaftung ökologisch nachhaltig und modellhaft zu gestalten. Weiterhin von großer, modellhafter Bedeutung ist der Umbau der großflächigen Kiefernforste in Laubwälder, vor allem in der Schorfheide. Über zwei Drittel der Kiefernforste sind inzwischen im Umbau und weisen einen hohen Laubholzanteil im Unter- und Zwischenstand auf (etwa ein Drittel auch bereits im Oberstand). Dieser Umbau ist auch in Bezug auf den Landschaftswasserhaushalt von besonderer Bedeutung, da die Baumartenzusammensetzung und der Bestandstyp einen entscheidenden Einfluss auf die Grundwasserneubildung und den Landschaftswasserhaushalt haben.

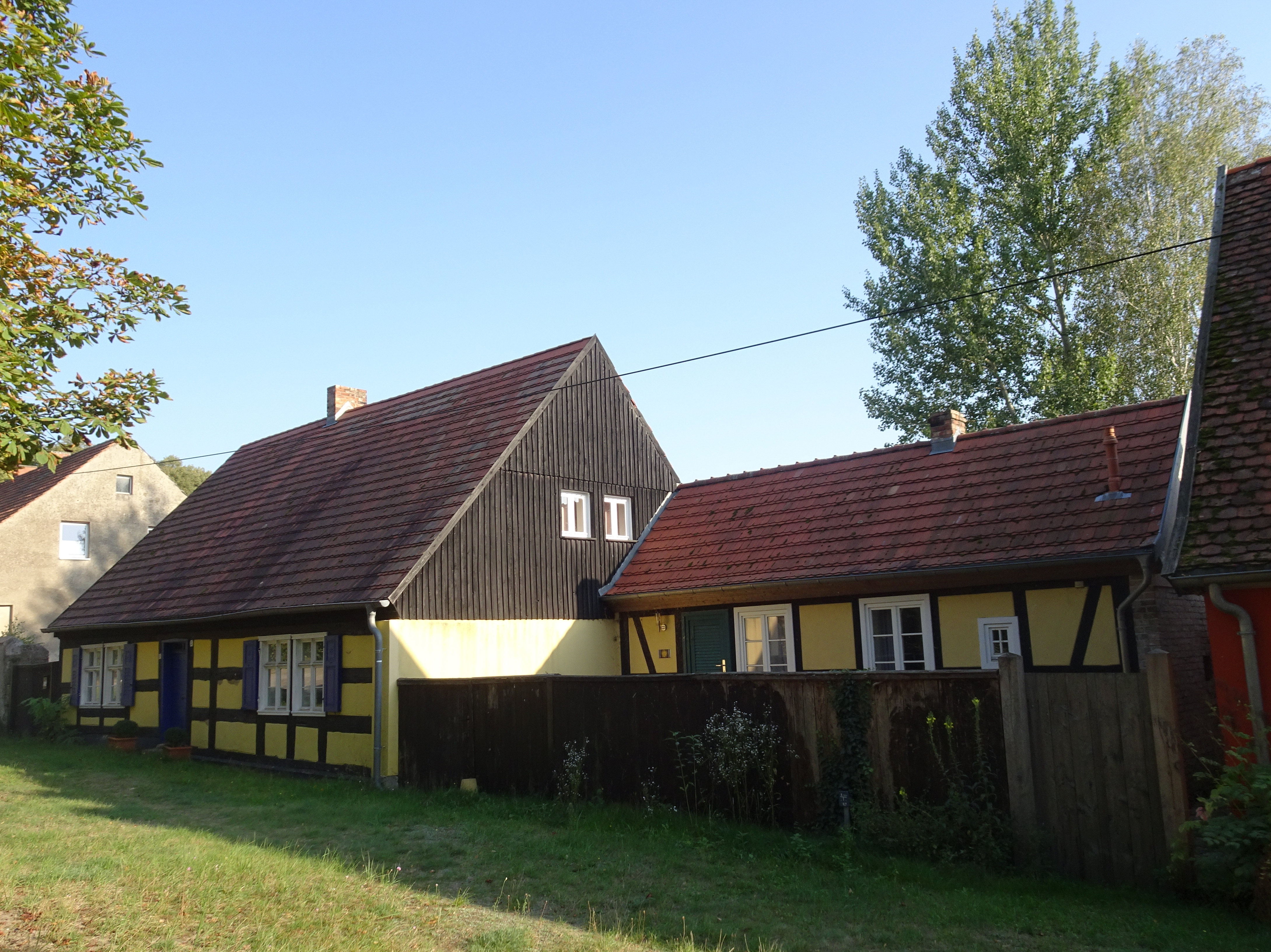
Gut erhaltene Dorfkerne wie hier in Poratz sind ein Markenzeichen des Biosphärenreservates.

### Ortschaften, Baukultur und nachhaltige Energienutzung
Im Biosphärenreservat liegen fünf Orte mit 2.000–4.000 Einwohnern. Die meisten der etwa 50 Dörfer haben 100–500 Einwohner. Fast in jedem befinden sich Beispiele regionaltypischer Baukultur mit Feldsteinen, Lehmziegeln und Fachwerk. Die Dorfkerne von Bebersee und Poratz stehen unter Denkmalschutz. Kleine Tierhaltungen, Bauerngärten mit Gemüse und Stauden sowie Obstbaumgürtel sind immer noch verbreitet und von großer Bedeutung für den Erhalt der genetischen Vielfalt alter Kulturpflanzen und Nutztierrassen, aber auch für die an Dörfer angepasste Biodiversität z. B. der Vögel, Fledermäuse und Insekten sowie der Halbkulturfolger unter den Pflanzen.
Durch die Bauherren-Wettbewerbe „Regionaltypisches Bauen“ sowie durch Projekte zur Verbindung von Baukultur und energieeffizientem Sanieren (Forschungs- und Entwicklungsvorhaben „Biosphärenreservate als Modellregionen für Klimaschutz und Klimaanpassung“) und von Baukultur und Tourismus versucht das Biosphärenreservat in Kooperation mit Landkreisen und Hochschulen, Bewusstsein und Sensibilität für dieses Thema zu wecken und positive Beispiele bekannt zu machen. Das EU-LIFE-IP-Projekt ZENAPA (Laufzeit 2016 bis 2024) zur Entwicklung von Nullemissions-Großschutzgebieten, an dem in Brandenburg der Naturpark Barnim und das Biosphärenreservat Schorfheide-Chorin beteiligt sind, fördert unter anderem die klimafreundliche Mobilität, die Einführung eines nachhaltigen Konsumverhaltens und die Begleitung bei der Aufstellung von Energieeinsparungskonzepten für Kommunen, sowie den Einsatz von Erneuerbaren Energien im Einklang mit den Schutzzielen des Reservats.

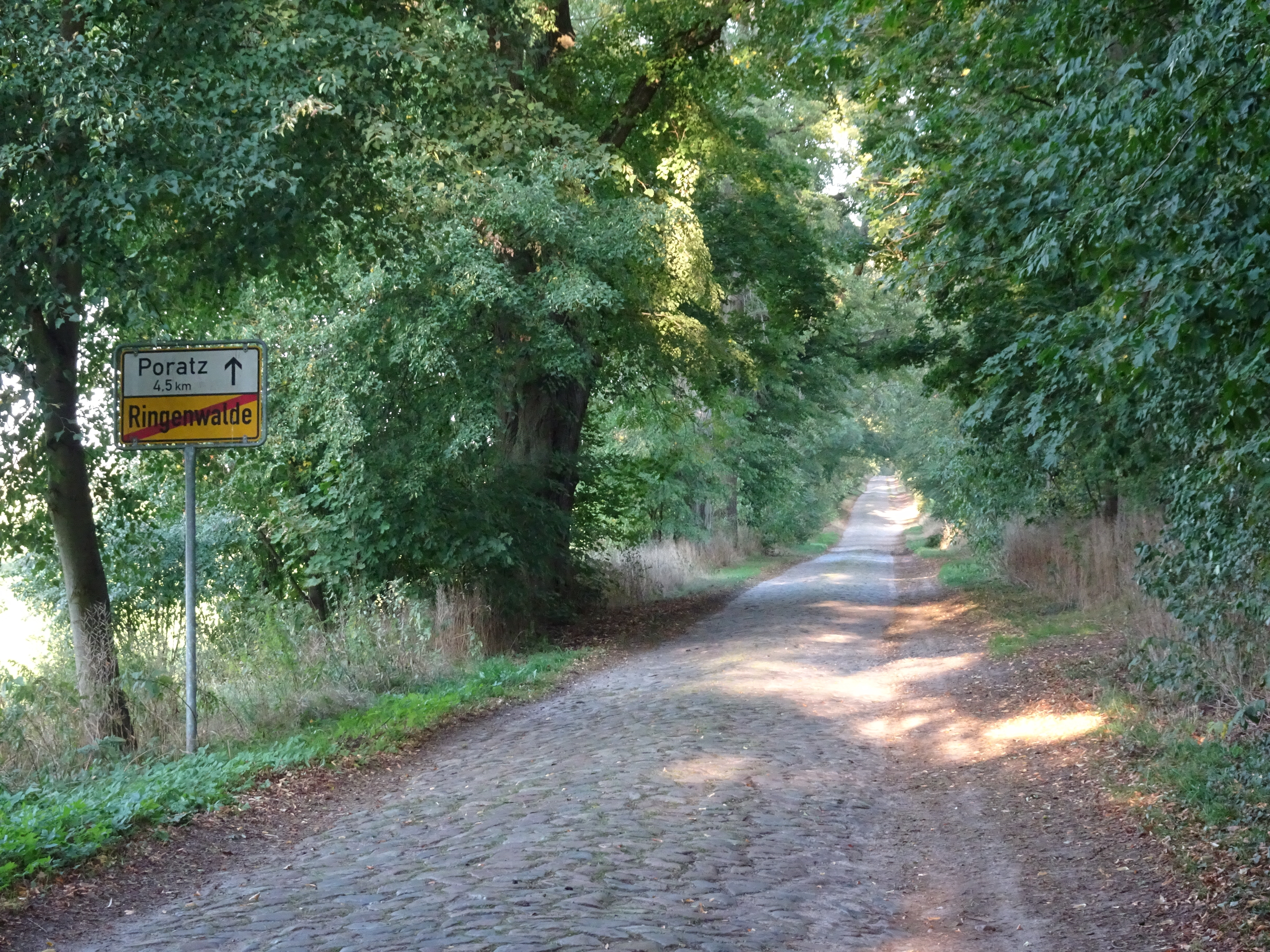
Jahrhundertealte Allee und Straße aus Kopfsteinpflaster bei Ringenwalde.

### Historische Pflasterstraßen und Alleen
Der Schutz der landschaftsprägenden Alleen und historischen Kopfsteinpflasterstraßen, die meist von Gästen des Biosphärenreservats als Qualitätsmerkmal einer ursprünglichen Landschaft wahrgenommen und geschätzt werden, ist in der Verordnung des Biosphärenreservats verankert. Von anfänglich 323 km historischer Pflasterstraßen sind dennoch bis 2003 ca. 86 km durch Sanierung und Ausbau verloren gegangen, lediglich 14 km wurden rekonstruiert oder teilsaniert. Das Biosphärenreservat versucht deshalb gemeinsam vor allem mit den Landkreisen, Mischvarianten mit Teilpflasterung für den Ausbau zu entwickeln und beispielhaft umzusetzen. Ein Modellprojekt wurde initiiert, in welchem schadhafte, sanierungsbedürftige Pflasterstraßen mit einer Vibrationswalze wiederhergestellt werden (Rütteltechnik). Ein großes Problem ist, dass es keine geeigneten Förderprogramme für den Erhalt historischer Pflasterstraßen gibt und ihr Schutz mithin für die Biosphärenreservatsverwaltung selbst bei gutem Willen aller Beteiligten schwer durchsetzbar ist.

### Tourismus

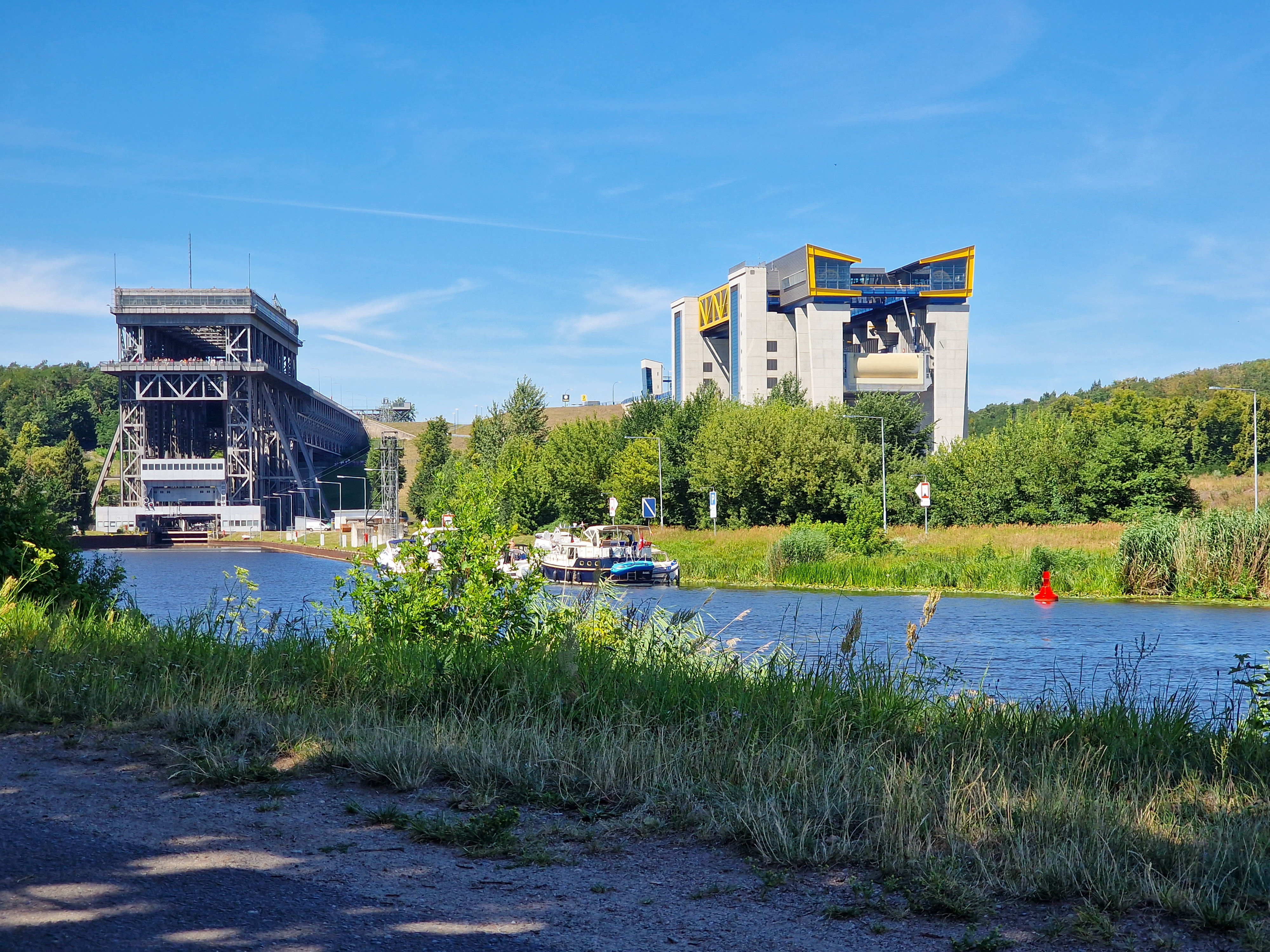
Schiffshebewerke Niederfinow und Niederfinow Nord

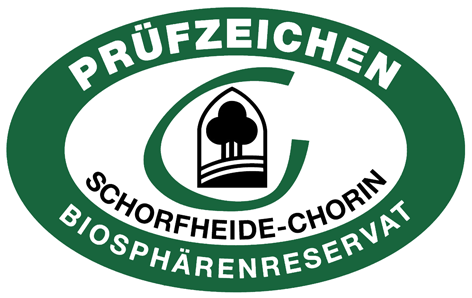
Prüfzeichen Biosphärenreservat Schorfheide-Chorin

Mit 3,2 Mio. Gästeübernachtungen im Jahr und 44 Mio. € jährliche Wertschöpfung durch den Faktor „Biosphärenreservat“ ist der Tourismus ein wichtiger Wirtschaftszweig im Gebiet. Neben touristischen Highlights wie dem Kloster Chorin, dem Schiffshebewerk Niederfinow oder dem BIORAMA-Projekt Joachimsthal schätzen Besucher besonders die Weite und Stille der Landschaft, das schöne Landschaftsbild sowie das gut ausgebaute Netz überregionaler Radwege. Die Weltnaturerbestätte Buchenwald Grumsin zieht besonders Wanderer an. Dabei sind neben dem Rad- und Wandertourismus zwei Ausprägungen der touristischen Nutzung von besonderer Bedeutung:
- Der Kultur- und Naturtourismus mit dem Highlight Choriner Musiksommer nutzt Kirchen und offene Höfe, in denen Konzerte, Lesungen und Theateraufführungen stattfinden, in räumlicher Nähe zu Wäldern und Badeseen.
- Der Ökolandbau-Tourismus führt vor allem Besucher aus Berlin und anderen Großstädten zu den Biohöfen, von denen ihre Lebensmittel kommen. Neben dem Ökodorf Brodowin mit bis zu 7.000 Besuchern auf dem jährlichen Hoffest gewinnen hier auch Gut Kerkow und Gut Temmen zunehmend an Bedeutung. Vorwiegend Familien besuchen den Wildpark Schorfheide in Groß Schönebeck mit dem neu eingerichteten Wolfs-Informationszentrum des Landes Brandenburg und dem benachbarten Kletterpark.

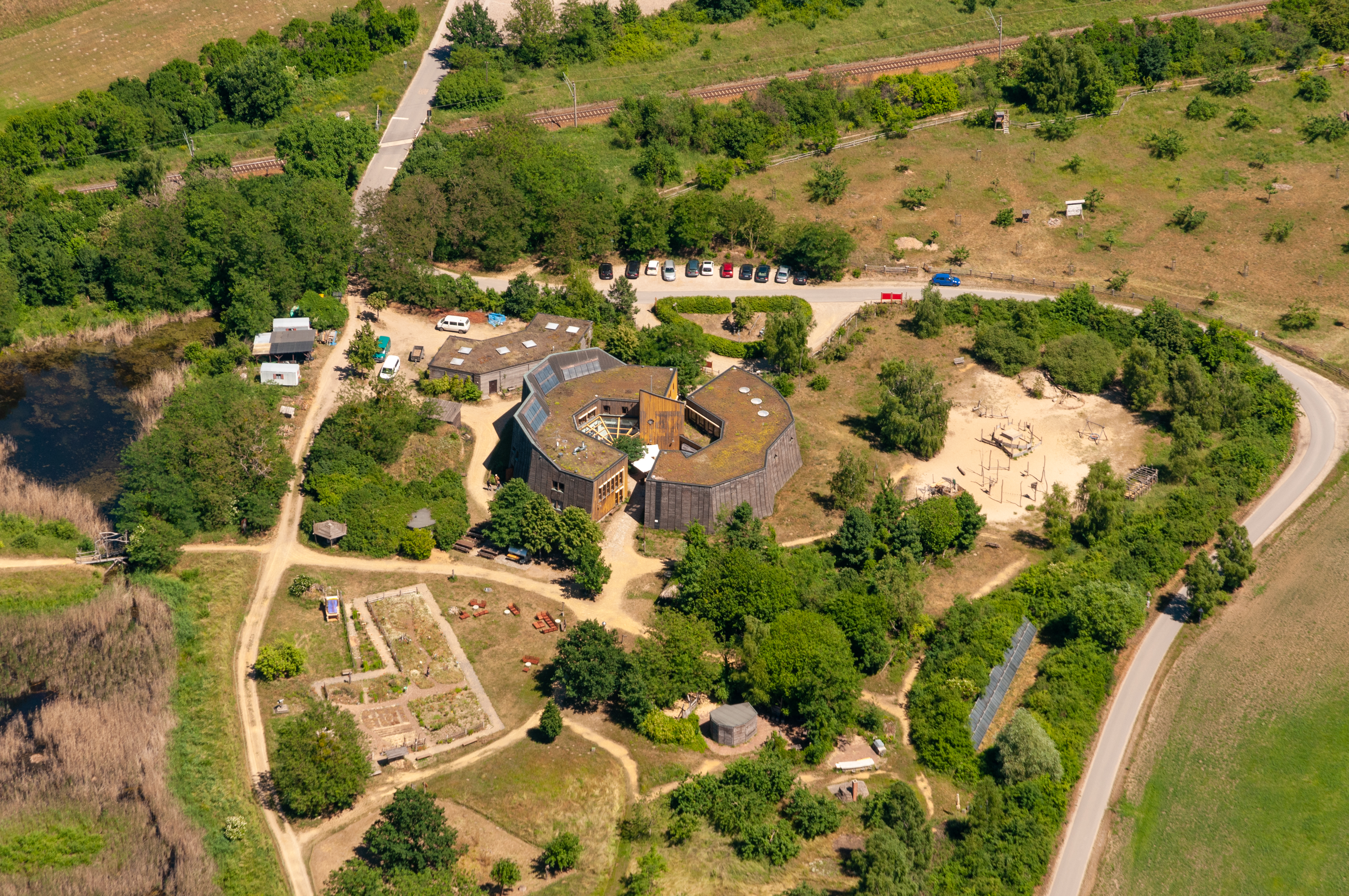
Das NABU-Informationszentrum Blumberger Mühle.

Das vom NABU-Bundesverband betriebene Naturerlebniszentrum Blumberger Mühle ist gleichzeitig das Hauptbesucherzentrum des Biosphärenreservats. Kleinere Ausstellungen informieren in Altkünkendorf und im Geoparkzentrum des Geoparks „Eiszeitland am Oderrand“ in Groß-Ziethen über das Weltnaturerbe Buchenwald Grumsin.
Konflikte mit intensiver touristischer Nutzung treten bis jetzt laut der Reservatsverwaltung relativ wenig auf. Eine Ausnahme stellt der Werbellinsee als einziger See, auf dem motorbetriebene Boote verkehren, dar. Der Betrieb von Motorrädern auf der seenahen Uferstraße, lauten und schnellen Motorbooten, die die Geschwindigkeitsbegrenzung nicht einhalten, Wasserski u. ä. belasten sowohl die Anwohner als auch die Ruhe und Stille suchenden Gäste.
Auf dem Werbellinsee bietet das solare Forschungsschiff „Solar Explorer“, das vom Kulturlandschaft Uckermark e. V. betrieben wird, für Besuchergruppen bis 40 Personen die Möglichkeit, nicht nur die Klarwasserseen, ihre Ökologie und Gefährdungen kennenzulernen, sondern sich auch über die Nutzung erneuerbarer Energien, insbesondere der Solarenergie zu informieren.

### Regionalentwicklung / Prüfzeichen Schorfheide-Chorin
Von großer Bedeutung für die nachhaltige Regionalentwicklung ist das „Prüfzeichen Schorfheide-Chorin“. Dieses Herkunfts- und Qualitätssiegel besteht seit 1998 und zeichnet zurzeit über 70 Betriebe aus den Branchen Fremdenverkehr/Tourismus, Gastronomie, Lebensmittelerzeugung und –vermarktung inkl. Imkerei sowie Handwerk aus. Das Prüfzeichen verwenden dürfen Betriebe, die in naturverträglicher und nachhaltiger Weise arbeiten. Ziel ist nicht nur die Werbung für regionale und ökologisch nachhaltig hergestellte Produkte, sondern auch die Vernetzung der Unternehmen untereinander.
Das Prüfzeichen des Biosphärenreservates ist ein branchenübergreifendes Zertifikat, das regionale Unternehmen und Produkte auszeichnet. Es soll Gästen und Bevölkerung des Schutzgebietes, die Wert auf Ursprünglichkeit und Nachhaltigkeit legen, zur Orientierung dienen.

## Forschung und Monitoring
Forschung und Monitoring sind obligatorischer Teil der Arbeit der UNESCO-Biosphärenreservate. Die größeren Forschungsprojekte im BR Schorfheide-Chorin befassten sich mit
- Naturschutz in der Agrarlandschaft (BMBF-DBU-Verbund, 1993–1999)[23]
- modernem Ökolandbau und Naturschutz (E+E, 1999–2008)[22]
- Schutz der Biodiversität in Buchenwäldern (F+E, 1999–2003 und 2012–2015)[12]
- Klimaschutz und Klimaanpassung (F+E, 2011–2013)[30]
- Baukultur und Tourismus (gefördert durch das Bundesbauministerium)[39]
- Gefährdung der Characeen-Seen (E+E, 2017–2022)[18]
- Insektenrückgang und Pestizide (INPEDIV, Forschungsverbund Leibniz-Gesellschaft, ab 2019)[40]

Die langfristige Beobachtung der Landschaft und ihres Wandels ist Gegenstand der Ökosystemaren Umweltbeobachtung. Sie wird seit 1997 durch die Hochschule für Nachhaltige Entwicklung Eberswalde auf 70 Daueruntersuchungsflächen betrieben. Eine für die praktische Arbeit des Biosphärenreservats große Bedeutung haben kontinuierliche Erfassungen ausgewählter Tier- und Pflanzenarten sowie der Pegel von Grundwasser und Oberflächengewässern durch die Naturwacht und zahlreiche Ehrenamtliche. Seit 1995 wird z. B. auf 23 Punkt-Stopp-Routen und 10 Dauerquadraten (je 100 ha) durch ehrenamtliche Vogelkundler ein Brutvogelmonitoring betrieben. Es konnte dokumentieren, dass der Rückgang der meisten typischen Vogelarten der Agrarlandschaft seit etwa 2008 gestoppt und in Teilgebieten sogar umgekehrt werden konnte. Im Bereich zwischen Brodowin und Chorin gibt es seit 1997 mehr zunehmende als abnehmende Vogelarten. Darunter befinden sich auch in Deutschland besonders stark im Bestand abnehmenden insektenfressenden Vogelarten der Agrarlandschaft und bäuerlichen Dörfer.
Die „Biodiversitäts-Exploratorien“ betreiben seit 2007 auf jeweils 100 experimentellen Daueruntersuchungsflächen im Biosphärenreservat Schorfheide-Chorin, im Nationalpark Hainich und im Biosphärengebiet Schwäbische Alb Grundlagenforschung zum Thema Biodiversität und Landnutzung.

## Management
Das Management des Biosphärenreservates liegt beim Landesamt für Umwelt des Landes Brandenburg. Im Kuratorium des Biosphärenreservates sind Vertreter unterschiedlicher Interessensgruppen zusammengeschlossen.

## Filme
- Hauschild, A.; Hauschild, C. (2021): Tausend Moore, hundert Seen und ein Wald [Dokumentation], Deutschland; Erlebnis Erde/Das Erste .
- Ministerium für Landwirtschaft, Umwelt und Klimaschutz des Landes Brandenburg (Hrsg.) (2021): Brandenburgs Natur setzt Zeichen [Reportage], Deutschland .
- WDR – Westdeutscher Rundfunk (2020): Eine Reise durch die Uckermark und den Landkreis Barnim [Reportage], Deutschland .